# Vallée des Saints
 (février 2025).
Pour les articles homonymes, voir Vallée des Saints (homonymie).
La Vallée des Saints (en breton Traoñienn ar Sent) est un projet associatif de statuaire monumentale en cours de réalisation en Bretagne, sur la colline de Quénéquillec, à 230 m d'altitude, dans la commune de Carnoët (Côtes-d'Armor).

## Objectifs

Logo de l'association La Vallée des Saints.

Il s'agit de réaliser une « île de Pâques bretonne du troisième millénaire » ou un « Carnac du troisième millénaire », un lieu honorant la mémoire collective bretonne à travers la mise en place de grandes statues en granit (de 2,5 à 7 mètres de hauteur en moyenne) à l'effigie de 1 000 saints bretons qui ont fondé une paroisse ; autour de mythes de fondation se sont greffées des légendes racontant les exploits de ces personnages.
La légende veut que la Bretagne vénère plus de 1 000 saints bretons mais seulement 700 sont répertoriés car tous ne sont pas « homologués », c'est-à-dire reconnus officiellement par l'Église catholique romaine. Philippe Abjean estime « qu'il y a environ 800 saints recensés en Bretagne, selon les historiens les plus réservés ; jusqu’à 1 500 pour les plus optimistes »,. En réalité, aux premiers temps de l'Église et jusqu'au Xe siècle, il n’existe pas dans l’Église catholique romaine la procédure centralisée de canonisation pour déclarer une personne sainte. Ainsi, selon la légende, les principaux « saints » bretons sont des moines et des membres du clergé semi-monastique émigrés de Grande-Bretagne, arrivés en Armorique dans les premières années du VIe siècle. Ce ne sont pas des saints au sens actuel, mais ils portent ce titre car ce sont des centaines de chefs religieux venus encadrer les immigrants d'Outre-Manche dans la péninsule armoricaine. « Leurs ouailles ont tenu à attacher le nom de ces religieux à leur cadre de vie », d'où une hagiotoponymie particulièrement parlante (les Lan, Plou- rappellent les lieux de culte et leurs reliques associées) qui véhicule la popularité de ces personnages. Si l'hagiographie bretonne écrite vise à cautionner, à travers les Vitae des « saints » les plus éminents, l'antériorité par les prérogatives d'un évêché ou d'un établissement religieux (ces « saints » présentés comme apparentés aux familles dfirigeantes de l'émigration étant intégrés dans une littérature de propagande et de légitimation religieuse), l'hagiographie orale qui concerne la majorité de ces « saints » locaux, recourt davantage à l'imagination et privilégie les lieux (fontaines, sépultures) ainsi que les objets sacrés (cloches à main, vêtements liturgiques) pour communiquer avec les fidèles. Si plus de la moitié des saints a été oubliée, « près de 400 ont encore une dévotion populaire et très localisée… on comptait à la fin du Moyen-Âge plus de 18 000 chapelles ou églises dans la région, faisant de la Bretagne le territoire avec la plus grande densité de sanctuaires ».
La « Vallée des Saints », qui devrait comprendre à terme plus de 1 000 statues de saints bretons, symboles de la culture populaire traditionnelle bretonne, a pour objectif, outre le volet artistique, de remettre de l'économie en Centre-Bretagne, d'être une vitrine mondiale du granit breton et une attraction touristique,.
En 2022, environ 170 saints bretons ont leur statue dans la Vallée des Saints.

## Historique

### Histoire du projet
L’initiateur du projet est Philippe Abjean, professeur de philosophie, catholique pratiquant et admirateur de l'art naïf du facteur Cheval. La genèse de la vallée des saints remonte, selon lui, au mille cinq centième anniversaire de Paul Aurélien, fêté avec faste à Saint-Pol-de-Léon, en 1990 et qui montre le pouvoir attractif des sujets religieux. Il s'entoure d'un cadre bancaire, Sébastien Minguy, et du juriste bretonnant Philippe Hajas, passionné par le haut Moyen Âge breton ; c'est ensemble que les trois compagnons fondent l'association porteuse du projet, en juillet 2008.
Neuf communes étaient susceptibles d'accueillir la Vallée des Saints : Santec, Saint-Pol-de-Léon, Landudal, Huelgoat, Priziac, Belle-Isle-en-Terre, Guéhenno, Carnoët et Carhaix-Plouguer ; le 18 septembre 2009, il est annoncé que ce serait Carnoët, « la plus centrale, la plus petite et la plus pauvre », selon Philippe Abjean. Une autre raison est que la commune met à disposition de l'association la Vallée des Saints, par le biais d'un bail emphytéotique (49 ans), la ferme de Quénéquillec et les terrains de 35 ha, un site chargé d'histoire acquis en 1995. Alors que le projet prévoyait initialement d'édifier les statues dans une vallée, dénomination en référence à la vallée des rois en Égypte, il se concrétise donc sur une colline mais, si les premières statues sont érigées sur une surface de 12 hectares de prairie verdoyante, il est prévu que les futures descendront peu à peu dans la vallée.

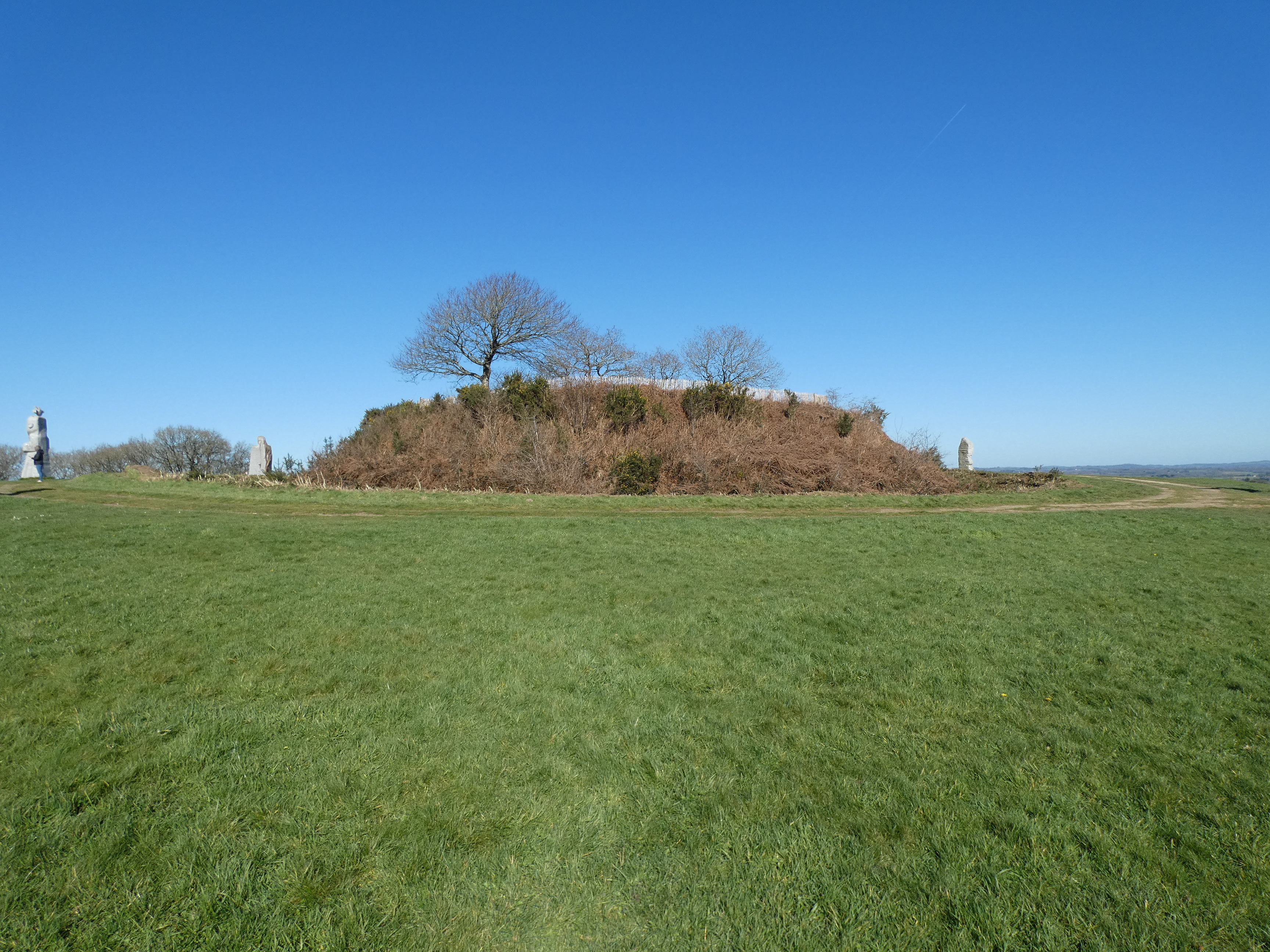
Motte castrale de Saint-Gildas autour de laquelle les sept premières statues sont placées en 2009.

La phase de réalisation a commencé dès juillet 2009 avec la taille des statues des Sept saints fondateurs de la Bretagne et de celle de saint Yves de Tréguier (capitale d'évêché particulière car ayant un saint fondateur et un saint patron[réf. nécessaire]). Les sept statues (3 mètres de haut, et de 6 à 12 tonnes environ) représentant les saints fondateurs de Bretagne (Paul ou Pol Aurélien, Tugdual de Tréguier, Brieuc, Samson de Dol, Malo, Patern de Vannes et Corentin de Quimper) ont été érigées sur un lieu d'accueil temporaire, dans le centre-ville de Saint-Pol-de-Léon, à proximité de la cathédrale. Cette érection a eu lieu le 1er août 2009. Ils sont ensuite placés autour de la motte castrale de Saint-Gildas (en breton Tossen Sant Gweltas), butte qui offre un panorama à 360° sur le Poher (clochers des communes, monts d'Arrée et l'antenne du Roc'h Trédudon, montagnes Noires, rade de Brest par temps clair). Cette motte circulaire qui date de la fin du Xe siècle était une grande enceinte circulaire formée de rejets de terre considérables et de fossés de 7 m de profondeur.
L'inauguration de la Vallée des Saints a lieu le 19 mai 2012.
On dénombre 50 sculptures en 2014, 57 en 2015, 80 statues en 2016 et 90 en août 2017. La centième, celle de saint Piran, venue en bateau de la Cornouailles anglaise, est mise en place en juillet 2018.
Un compteur, installé par la Région, permet de mesurer la fréquentation du site. La vallée a attiré 40 000 personnes la première année, puis le nombre de visiteurs annuels atteint 100 000 personnes en 2014, 230 000 personnes en 2016 et 336 900 personnes en 2017. La fréquentation atteint son apogée en 2018 avec 400 000 visiteurs. 
Pour ses dix ans, la Vallée des Saints s’offre un bâtiment d’accueil qui mélange granit, bois et verre, pour un coût qui s'élève à 1, 2 millions d’euros. Remplaçant la structure Algeco, il ouvre en juin 2018. Il abrite un espace d’accueil, une boutique, des toilettes ainsi qu’un « bagad café »,. 
Malmené par une croissance rapide qui génère des querelles internes et des luttes de pouvoir, le projet connaît un rebondissement lorsque Philippe Abjean démissionne en janvier 2020 de la présidence de l'association de la Vallée des Saints, gestionnaire du site. Le déficit chronique de la société Terre de Granit (SAS filiale de l'association) chargée de l'exploitation commerciale du site, remet en question son modèle financier. Abjean s'inquiète d'une « dérive affairiste » (boutique, instauration d'un parking payant) d'un plan visant à gommer sa « dimension spirituelle ». Selon lui, des investisseurs à l'affût pourraient le faire évoluer en parc d'attraction, le transformant en un « Disneyland celtico-religieux » comme le raille un article du Monde en juillet 2020. Abjean  ajoute qu'il faut cesser la course à toujours plus de visiteurs et mettre en place une fréquentation raisonnée et contrôlée : ce qui compte, ce n'est pas le nombre de passages, mais le nombre de personnes à qui la « Vallée des Saints » aura pu apporter quelque chose. Cette situation conflictuelle naît ainsi de l'opposition entre deux visions antagonistes : celle idéaliste d'Abjean pour qui la Vallée des Saints a une vocation spirituelle et culturelle, celle économique de Sébastien Minguy qui veut faire du site une locomotive touristique participant au désenclavement du Centre-Bretagne sur le déclin. 

### Un site archéologique
Le projet d'installation d'une cinquantaine de statues sur le versant de la motte féodale de Saint-Gildas a provoqué des fouilles archéologiques menées en 2019 par l'Institut national de recherches archéologiques préventives qui ont révélé des vestiges gallo-romains. Le site surplombe la voie romaine qui allait de Vorgium au Yaudet, et des fondations de bâtiments construits en bois et en terre (probablement un camp militaire) datant du XIe siècle selon les datations au carbone 14.

## Caractéristiques techniques et artistiques

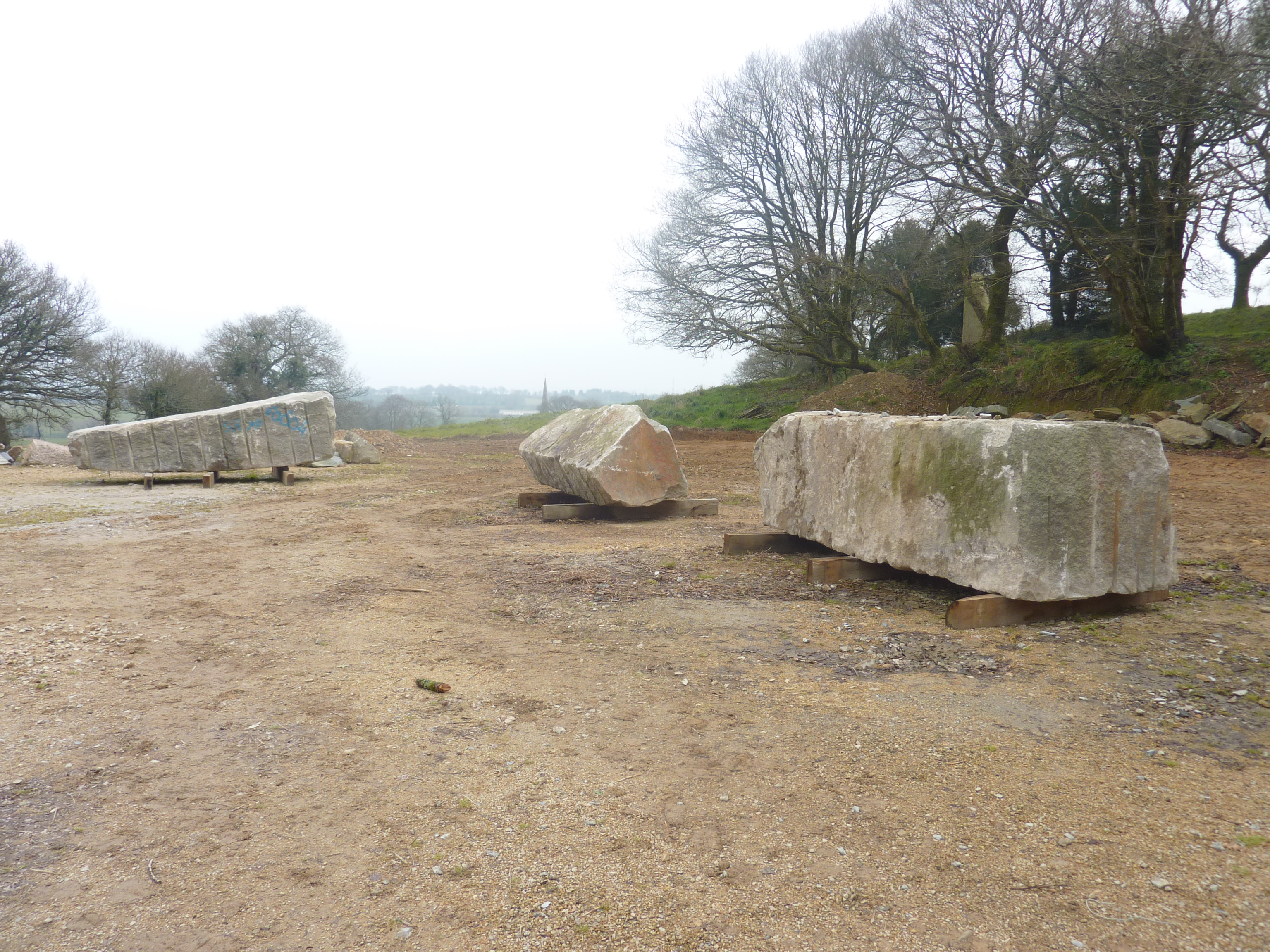
Vallée des Saints : blocs de granite destinés à être transformés en statues de saints.

Le cahier des charges imposé aux sculpteurs est relativement souple : les statues doivent être orientées sur le site vers la commune d'origine de chaque saint, avoir des allures de monolithes évoquant des menhirs de 2,5 mètres minimum de hauteur, avec un visage et un attribut sorti généralement d’un bestiaire fantastique (serpent, loup, poisson, dragon ou cervidé) correspondant aux légendes attachées à chaque personnage. La sculpture « sera une statue menhir avec une face représentant le visage du saint pour créer une présence, un pouvoir d'invocation et d'évocation et son attribut pour rappeler la légende, et une autre face qui restera en majorité brute » précise le contrat. Mais les sculpteurs peuvent choisir l'emplacement de la statue et laisser libre cours à leur volonté d'artiste qui oscille entre art brut et art naïf.
Trois fois par an, pendant un mois, des sculpteurs viennent créer cinq à sept sculptures sur un vaste atelier, à ciel ouvert, en contrebas du site près d'une longère où ils logent. Les visiteurs peuvent assister aux chantiers de sculptures organisés du mois de mai au mois d'octobre et voir les artistes attaquer les blocs de granit au perforateur et à la découpeuse pour le dégrossissage, puis au pistolet pneumatique (sorte de mini-marteau-piqueur), et enfin traiter plus finement la pierre (burinage, ciselage, bouchardage, polissage à la meule…). Les sculpteurs forment chaque année de nouveaux apprentis, Philippe Abjean revendiquant que le site est la seule école de sculpture monumentale en Europe. Le site devrait également comporter un centre d’information et de documentation sur le Haut Moyen Âge breton, période de l’arrivée des saints en Armorique, une scène permanente d’animations musicales, théâtrales, cinéscéniques et de reconstitutions historiques, et un monastère celtique et son environnement proche reconstitués.
Au fil du temps de la « rouille » due à la présence d'oxydes de fer dans les minéraux ferro-magnésiens (tels la biotite) du granite, touche certaines statues ; d'autres sont gagnées par du lichen, ce que déplorent certains visiteurs. Les responsables du site ont choisi de  « laisser faire la nature », refusant l'emploi de produits chimiques pour les nettoyer et font remarquer que cela donne une patine aux statues.

## Financement
« La Vallée des Saints repose sur un modèle économique unique, sans entrée payante et très peu de subventions publiques, dans un territoire rural » affirme Sébastien Minguy, directeur général depuis la création en 2009.
Le projet repose sur le mécénat, le financement de chaque statue (12 000 € en 2012, 15 000 € en 2017), étant assuré par une entreprise, une association ou par des particuliers (3 275 mécènes particuliers et 267 entreprises ou associations en 2017). En 2016 six mécènes (Pierrick Dano, pdg du groupe "Spoda" de Vannes ; Alain Glon, groupe Glon-Sanders ; Hervé et Gildas Le Goff, Super U ; Germain Le Dréau, Super U également ; "Crédit Mutuel de Bretagne" ; Gilles Collet, aussi Super U") ont fondé un fonds de dotation A Galon Vat ("De bon cœur") pour financer le développement des infrastructures du site ; ce fonds de dotation regroupe désormais 17 mécènes. D'autres particuliers ou entreprises financent une statue : par exemple des membres de la famille Audren de Kerdrel ont financé la statue de saint Audren en 2023 et le festival de Cornouaille pour son centenaire celle de santez Aziliz (sainte Cécile), patronne des musiciens, aussi en 2023. 
De nombreuses autres statues sont projetées, des associations se sont créées dans de nombreux villages bretons pour rechercher un financement, souvent par le biais de souscriptions, afin que tel ou tel saint local ait à terme sa statue (par exemple Guerlesquin finance une statue de saint Trémeur, Guimiliau celle de saint Miliau, etc.).

## Réception et critiques
Philippe Argouarch, de l'agence Bretagne Presse, explique que la Vallée des Saints porte un message de simplicité et d'austérité face à une société de consommation qui menace la planète, voire l'espèce humaine elle-même.
Le journaliste Pierre-Henri Allain du journal Libération s'interroge sur les objectifs réels : « idée mégalo pour mégalithes ? D’un anachronisme conçu par des nostalgiques d’une Bretagne immémoriale ? Du symptôme d’un retour aux valeurs traditionnelles ? Ou d’une dynamique collective susceptible de fédérer les énergies ? ». Un critique d'art, Jean-Marc Huitorel, vilipende ce projet dans une critique parue dans le même journal : il dit y voir « une subtile escroquerie qui confond art et idéologie, tourisme et culture », mais n'explique pas ce qui l'amène à cette vision. Huitorel regrette que « la presse régionale, comme hypnotisée, se pâme d’admiration devant la Vallée des Saints » qui reçoit la bénédiction des « diverses représentations économiques et politiques régionales ». Du point de vue économique, Huitorel considère que ce projet masque « un néolibéralisme à la sauce bretonne » et du point de vue artistique, regrette que le public ne vienne pas pour voir des œuvres d'art marquées par une inclination prononcée pour le « pseudo », mais pour entendre « des légendes comme les enfants les aiment » ; Philippe Abjean, qui est à l'origine du projet, lui a répondu, évoquant notamment la « transmission culturelle à travers la valorisation de ces récits de fondation que sont nos mythes et nos légendes » et le soutien « des milliers de petits souscripteurs de tous les départements bretons qui se mobilisent derrière [ce projet] ».
Selon l'universitaire breton Jean Rohou, la Vallée des Saints est « le top du folklore religioso-commercial spectaculaire, une Île de Pâques bretonne ». Elle correspond à l'incorporation de thèmes folkloriques dans des figures saintes, traduisant ce que l'historien Jacques Le Goff appelle le « fossé culturel » qui réside « dans l'opposition entre le caractère fondamentalement ambigu, équivoque de la culture folklorique (croyances en des forces à la fois bonnes et mauvaises et utilisation d'un outillage culturel à double tranchant) et le « rationalisme » de la culture ecclésiastique, héritière de la culture aristocratique gréco-romaine ».
Denis Moutel, évêque de Saint-Brieuc et Tréguier qui a participé à la bénédiction de statues, manifeste ce fossé en craignant que les croyances celtes et chrétiennes se fondent dans un syncrétisme « pour le meilleur et le pire » à travers cette « réalisation gigantesque », avec le risque qu'elle « se coupe de ses racines chrétiennes ».
L'historien de la Bretagne Bernard Merdrignac applique à cette « entreprise pharaonique » la grille de lecture de l'historien François Chappé qui, dans son ouvrage Histoire, mémoire, patrimoine : du discours idéologique à l'éthique humaniste, « considère que les relations entre idéologie et mythologie (avec le sens du sacré inhérent à celle-ci) font du récit mythologique un élément essentiel de l’activité patrimoniale », ce dernier mettant en garde des « apories idéologiques » lorsque cette activité s'affranchit de « tout droit d’ingérence historique ».

## Récompenses
- 2010 : Philippe Abjean reçoit pour ce projet le prix du « Breton de l'année », délivré par la revue Armor magazine[47].
- 2013 : Prix des « Dîners celtiques » et prix Etrevroadel (International) décerné par la Diaspora économique bretonne[48]
- 2016 : l'association qui gère la Vallée des Saints est primée lors des troisièmes Victoires de la Bretagne[49].

## Liste des statues
| no  | Sculpture                | Date | Sculpteur                                                                    | Description | Image                                              |
| --- | ------------------------ | ---- | ---------------------------------------------------------------------------- | --- | -------------------------------------------------- |
| 01  | Malo                     | 2009 | Patrice Le Guen                                                              | Statue de 3,50 m en granit de Lanhélin. Un poisson ressemblant à un dauphin ou à une baleine, sur lequel il est debout, est son attribut iconographique traditionnel. Ici, le saint tient à la fois la crosse de l’évêque et la réplique d’un bateau surmontant une vague aux formes celtisantes. Cet attribut rappelle la légende selon laquelle il aurait traversé la mer dans une auge de pierre. Il s'agit en réalité d'esquifs encore utilisés de nos jours en Irlande, les coracles et les currachs. Au cours des siècles, les hagiographes ont émaillé leurs récits de détails sans valeur historique et surtout de nombreux miracles qui confirment leur sainteté. |                                                    |
| 02  | Brieuc                   | 2009 | Fabrice Lentz                                                                | Statue de 3,50 m en granit de Saint-Carreuc. Selon la légende, alors qu'il regagne le soir son monastère avec plusieurs compagnons, ils sont cernés par une horde de loups menaçants qui se disposent en cercle autour d'eux. Il suffit que Brieuc lève la main pour que les loups se dispersent tranquillement et cessent d'inquiéter le groupe. C'est pourquoi le loup est son attribut iconographique, la crosse épiscopale lui donnant une dignité d'évêque qu'il n'a jamais eue. |                                                    |
| 03  | Yves                     | 2009 | Patrice Le Guen                                                              | Statue de 3,50 m en granit blanc de Huelgoat. Saint le plus populaire de Bretagne, ses deux attributs sont une bourse dans une main, pour signifier tout l'argent qu'il a donné aux pauvres dans sa vie, et un parchemin dans l'autre, qui rappelle sa charge de juge ecclésiastique. Sur ce parchemin déroulé est inscrit « Beati pauperes spiritu » (« Heureux les simples d’esprit »). |                                                    |
| 04  | Corentin                 | 2009 | Seenu Shanmugam                                                              | Statue de 4 m en granit de Huelgoat. Le poisson est son attribut iconographique. Sa vie légendaire qui révèle un enjeu politique lui attribue, près de son ermitage, un poisson miraculeux qui se présentait chaque jour dans une fontaine et dont il coupait quotidiennement, pour se nourrir, un fin morceau qui repoussait. |                                                    |
| 05  | Patern                   | 2009 | Olivier Lévêque                                                              | Statue de 3,50 m et 11 t en granit gris-bleu de Louvigné-du-Désert (granit d'aspect moucheté et de couleur gris-bleuâtre. Paragenèse : quartz gris, feldspath blanc et mica noir). L'attribut de cet évêque de Vannes est le serpent enroulé sur sa crosse épiscopale. Selon la légende, il aurait reçu une piqûre venimeuse de cet animal, figure du diable, qu'il aurait chassé. il aurait reçu la consécration épiscopale lors d'un pèlerinage à Jérusalem. Son arrivée sur le siège de l'évêché serait due au chevalier de la Table ronde Caradoc. |                                                    |
| 06  | Pol Aurélien             | 2009 | David Puech                                                                  | Statue de 3,80 m et 13 t en granit gris-bleu de Louvigné-du-Désert. Dans les pans de son manteau se cache un dragon. Cet attribut provient de la légende selon laquelle, lors de son débarquement sur l'île de Batz, il aurait terrassé de son glaive le dragon qui terrorisait la population et, à l'aide de son étole, aurait jeta le monstre à la mer où il périt noyé, le lieu s'appelant depuis le « trou du serpent » (toul ar sarpent en breton). |                                                    |
| 07  | Samson                   | 2009 | Jacques Dumas                                                                | Statue de 3 m en granit blanc de Huelgoat. Une légende rapporte que sa mère trouve sur la plage une sirène, échouée et malmenée par des femmes lui reprochant de séduire leurs maris. La brave femme la sauve et la remet à la mer. Aussi, reconnaissante, la sirène exauce son vœu, enfanter alors qu'elle est trop âgée. |                                                    |
| 08  | Anne                     | 2010 | Patrice Le Guen                                                              | Statue de 4 m en granit bleu de Lanhélin. L'attribut est la Bible, la sainte apprenant à lire à son enfant la future vierge Marie. |                                                    |
| 09  | Gildas                   | 2010 | David Puech                                                                  | Statue de 3,60 m en granit jaune aurore de Bignan. Moine très pieux et particulièrement travailleur, Gildas (en breton Gueltas issu du radical « guelt », chevelu), il est représenté avec un livre dans les mains. La tradition lui attribue la paternité de ce livre, De excidio et conquestu Britanniae écrit vers 540 et qui retrace l'histoire de l'île de Bretagne. |                                                    |
| 010 | Herbot                   | 2010 | Bruno Panas                                                                  | Statue de 4 m en granit gris-bleu de Louvigné. Saint légendaire qui entendait le langage des animaux et n'était jamais aussi content que lorsqu'il pouvait converser librement avec eux. Protecteurs des bœufs, la protection qu'il est supposé apporter aux bêtes à cornes l'a conduit à être très présent dans le milieu rural. |                                                    |
| 011 | Hernin                   | 2010 | Seenu Shanmugam                                                              | Statue de 3,50 m en granit de Huelgoat. Ses deux attributs, la cloche et le bâton, sont issues de deux légendes. Selon la première, il tente d'évangéliser les habitants des environs de Locarn, avec une cloche rapportée d'Hibernia (Irlande), sa patrie d'origine. Les Locarnots n'ayant jamais entendu le son d'une cloche, les effraye et les fait fuir au lieu de les attirer à la prière. En revanche, dans la région de Saint-Hernin, il apaise les chiens féroces qui s'élancent vers lui. Le seigneur du château de Kergoat, propriétaire de la meute, s'engage à lui donner autant de terre qu'il en pourra enclore de fossés en un jour ; le bâton du saint s'enfonce dans la terre et, à mesure, un talus s'élève. |                                                    |
| 012 | Patrick                  | 2010 | Jacques Dumas                                                                | Statue de 4 m et 15 t en granit rose des abers. Saint semi-légendaire, ses parents l'auraient amené à seize ans visiter l'Armorique. Des princes scots exilés massacrent sa famille. Selon la Vita tripartita Sancti Patricii, épargnés en raison de leur jeunesse mais retenus captifs, Patrick et ses deux sœurs auraient ensuite été convoyés vers l'Irlande pour y être vendus comme esclaves. |                                                    |
| 013 | Santig Du                | 2010 | Olivier Lévêque                                                              | Statue de 4 m en granit de Plouescat. Santig Du (littéralement le « petit saint noir », surnom familier dû à la couleur de sa robe de franciscain breton, une étymologie populaire l'associant plutôt à la peau noire car il marchait pieds nus et se lavait très peu) est un des saints bretons les plus populaires au pays de Quimper. il est invoqué quand on veut le beau temps, retrouver un objet perdu ou encore quand on a la migraine. La statue représente le « patron des pauvres » pieds nus, une main tendue, l'autre tenant un sac. |                                                    |
| 014 | Hervé                    | 2011 | Jacques Dumas                                                                | Statue d'Hervé (Horane en breton) de 3,50 m et de 8 t en granit bleu de Lanhélin. Sur le dos de ce saint, patron des bardes et des poètes, est gravé « Hervé vécut en compagnie de son guide, le jeune Guic’haran et d’un loup apprivoisé ». Dumas représente le saint appuyé sur son bâton d'aveugle, et conduit par un loup domestiqué. Le bandeau sur les yeux du canidé rappelle que c'est lui qui est guidé par le saint, aveugle de naissance et qui est devenu un « voyant » à la dent lumineuse (motif hagiographique renvoyant au rite incantatoire païen du teinn laegda issu de la mythologie celtique). |                                                    |
| 015 | Idy                      | 2011 | Patrice Le Guen                                                              | Statue de 3,60 m en granit bleu de Lanhélin. Selon la légende, ce saint méconnu vient en aide à un imprudent qui a pactisé avec le diable (représenté au bas de la sculpture) qui tient sa victime par le pied. L'homme, sur les conseils d'Idy, ayant dénoué les lacets de son soulier, échappe au diable qui récupère juste une chaussure vide. Idy prononce alors la formule consacrée, Vade retro satana, gravée à l'arrière de la statue. |                                                    |
| 016 | Carantec                 | 2011 | Norbert Le Gall                                                              | Statue de 3,70 m en granit jaune aurore de Bignan (granit beige à grains fins et moyens de couleur jaune et gris-jaune). |                                                    |
| 017 | Guirec                   | 2011 | Seenu Shanmugam                                                              | Statue de 4 m en granit rose de La Clarté à Ploumanac'h (granit porphyroïde à gros grains de feldspath rose). |                                                    |
| 018 | Clair                    | 2011 | David Puech                                                                  | Statue de 4 m en granit rose de La Clarté. |                                                    |
| 019 | Théleau                  | 2011 | Bruno Panas & Goulven Jaouen                                                 | Statue de 3,50 m en granit gris-bleu de Louvigné-du-Désert (carrière Godard). Le saint est représenté à cheval sur un cerf, sous un chêne. Cette iconographie correspond à la légende selon laquelle il protégea un cerf de la meute de chiens du domaine de Kastell Gall. Une autre légende rapporte qu’un seigneur de Châteaugal offrit à l’ermite le territoire qu’il pourrait enclore en une nuit, avant le chant du coq ; le saint se servit d’un cerf comme monture. Théleau est une survivance populaire du christianisme celtique, le cerf étant en liaison avec le dieu Cernunnos et le chêne étant l'arbre des druides. |                                                    |
| 020 | Tugdual                  | 2011 | Olivier Lévêque                                                              | Statue de 4 m en granit blanc de Huelgoat (carrière SORODEC). Sa légende raconte qu'il fait le voyage de Rome, et y arrive le jour même de l'enterrement du pape Léon V. Sous les yeux d'un peuple ébahi, une colombe descend du firmament, suspend son vol au-dessus de sa tête (ou selon une autre version se pose sur son épaule). Les Romains l'acclament comme pape mais il réussit à s'enfuir, et regagne l'Armorique. Ses attributs traditionnels sont la colombe (la tiare pontificale n'est pas représentée) et son bâton, référence à sa réputation d'aider les malheureux qui l'attendent le long des chemins de son diocèse qu'il rayonne inlassablement. |                                                    |
| 021 | Brigitte                 | 2012 | Jacques Dumas                                                                | Statue de 3,75 m en granit rose de La Clarté. Berc'hed devenue Sainte Brigitte (possiblement liée à la divinité celte Brigit) n'a pas d'attribut spécifique, aussi l'artiste la dote du Livre, attribut générique du Christ enseignant, des évangélistes, des apôtres, des docteurs de l'Église ou des saints diacres chargés de le porter. |                                                    |
| 022 | Derrien                  | 2012 | Inès Ferreira et Goulven Jaouen                                              | Statue de 4,15 m en granit jaune aurore de Bignan. La statue représente ce moine-ermite qui, aux environs de Landerneau, aurait dompté le dragon de l’Élorn, pour le ramener dans les eaux de l’océan, évitant de le tuer. |                                                    |
| 023 | Efflamm                  | 2012 | Seenu Shanmugam                                                              | Statue de 4,15 m en granit rose de La Clarté à Ploumanac'h (granit porphyroïde à gros grains de feldspath rose). Marié très jeune à Enora, Efflamm, fils d'un roi irlandais, fait vœu de chasteté et se retire dans une grotte où se remisait un dragon. Selon la légende, il terrasse ce dragon précipité dans la mer au niveau de l'écueil du Roc'h Ruz, « la roche rouge ». Une corneille de mer au bec de corail, élevée par les soins d'Efflam, servait de messagère au couple séparé. Le saint est représenté la main droite portant un sceptre avec lequel il a vaincu le dragon à ses pieds. La sainte est représentée avec la corneille à ses côtés. |                                                    |
| 024 | Conogan                  | 2012 | Olivier Lévêque                                                              | Statue de 3,50 m de haut et 22,5 t. Le bateau est sculpté dans du granit gris de Maël-Pestivien, et le buste dans du granit jaure aurore de Bignan (granit beige à grains fins et moyens de couleur jaune et gris-jaune). La légende dorée de saint Conogan est indissociable de son auge de pierre (le « Bag Sant Konogan », le bateau de pierre de saint Conogan). Il est représenté en majesté sur ce vaisseau de pierre, tenant une burette d’eau bénite pour soigner le malade représenté sur son bateau, entouré de cercles (symboles de protection). |                                                    |
| 025 | Koupaia                  | 2012 | Patrice Le Guen et Philippe Leost (assistant)                                | Statue de 3,80 m en granit bleu de Lanhélin. Koupaia est invoquée pour la protection des jeunes enfants et pour favoriser les grossesses. |                                                    |
| 026 | Miliau                   | 2012 | Norbert Le Gall                                                              | Statue de 3,50 m en granit de Maël-Pestivien. Décapité par son frère Rivode, le saint est représenté en céphalophore, avec à la place de la tête un ove en granite poli. Ses attributs traditionnels, le sceptre et l'épée de sa décollation, ne sont pas figurés. |                                                    |
| 027 | Trémeur                  | 2012 | David Puech                                                                  | Statue de 3,90 m en granit jaune aurore de Bignan. Baptisé Gildas, comme Gildas le Sage, par sa mère, on lui ajouta par la suite le surnom de Trech-meur (en breton trec'h » signifie "victoire", et meur, "grand") pour le distinguer de saint Gildas, et il fut confié par sa mère (ressuscitée par saint Gildas) au monastère de Rhuys pour y être élevé par saint Gildas. Décapité par son père, le tyran Comorre, il porta sa tête entre ses mains, d'où sa représentation en céphalophore. |                                                    |
| 028 | Gwenn                    | 2013 | Patrice Le Guen                                                              | Statue de 4 m et 12 t en granit jaune aurore de Bignan (granit beige à grains fins et moyens de couleur jaune et gris-jaune). Les trois seins (motif de la polymastie) et les triplés sont ses attributs iconographiques. Selon la légende, Dieu lui aurait accordé un troisième sein pour pouvoir allaiter ses triplés (Guethenoc, Jacut et Guénolé), d'où son surnom breton « santez Gwenn Teir Bronn », littéralement « sainte Gwenn aux trois seins ». Clin d'œil du sculpteur, il fait apparaître des rondeurs qui suggèrent qu'elle est enceinte de son quatrième enfant, Clervie. Protectrice des enfants, elle est invoquée par les mères manquant de lait et est la patronne des nourrices. |                                                    |
| 029 | Cado                     | 2013 | Jacques Dumas                                                                | Statue en granit jaune aurore de Bignan (granit beige à grains fins et moyens de couleur jaune et gris-jaune. |                                                    |
| 030 | Cadouan                  | 2013 | Seenu Shanmugam                                                              | Statue 4,30 m et de 7 t en granit blanc de Huelgoat. Saint Guéthénoc (Cadouan ou Kaduan en breton) est un des trois fils de Gwenn. |                                                    |
| 031 | Cornély                  | 2013 | Goulven Jaouen                                                               | Statue de 3 m et de 10 t en granit bleu de Plouigneau. Selon sa légende dorée, Cornély, pape à Rome, était poursuivi par des légionnaires de l'empereur romain Trébonien Galle. Dans son chariot tiré par deux bœufs, il fut acculé devant l'océan. Il se cacha dans l'oreille d'un bœuf et transforma ses ennemis en pierre. Telle serait l'origine des alignements de Carnac. Ses attributs ici sont la tiare pontificale, deux têtes de bœufs sur le torse, et la main levée face à ses poursuivants. |                                                    |
| 032 | Lunaire ou Leonor        | 2013 | Olivier Lévêque                                                              | Statue de 3,50 m en granit bleu de Lanhélin. Selon la légende, vers 535-540, quittant le Glamorgan pour l’Armorique, comme son frère Tugdual, il aurait navigué avec 72 compagnons et aurait dû trancher de son épée le brouillard intense qui avait entraîné l’égarement des trois hommes chargés de conduire les embarcations. Cette présence de l’épée dans le récit souligne le caractère princier de Leonor, chef temporel tout autant que chef spirituel. Les marins le prient pour échapper aux risques engendrés par la brume. |                                                    |
| 033 | Émilion                  | 2013 | David Puech                                                                  | Statue de 4,40 m en granit rose de La Clarté à Ploumanac'h (granit porphyroïde à gros grains de feldspath rose). Avant de donner son nom au célèbre grand cru, ce « père du pain et maître du vin » a vécu en Bretagne. Selon la légende, il avait pour habitude de donner du pain aux pauvres du pays vannetais, en cachette de son maître. Pris en « flagrant délit », le seigneur le somme d'ouvrir son manteau mais le saint a transformé, non pas l'eau en vin, mais les pains en morceaux de bois. Contraint de quitter Vannes, Émilion s'établit en ermite dans la Gironde, à deux pas du fameux vignoble qui adopte cet hagiotoponyme. Sa statue le représente avec des grappes de raisin. |                                                    |
| 034 | Riom                     | 2013 | Kito                                                                         | Statue de 4,80 m et 6,5 t en granit jaune aurore de Bignan (granit beige à grains fins et moyens de couleur jaune et gris-jaune). L'évangélisateur du Trégor Goëlo est représenté avec une croix dans les bras, se métamorphosant en une ancre à ses pieds. Cette anse cruciforme rappelle la légende de Riom, venu d'Irlande, via la mer, jusqu'à accoster sur l'île éponyme. La sculpture reprend les thématiques qui traversent tout le travail du sculpteur avec comme clin d'œil, le saint qui a le sourire aux lèvres en hommage à son nom. |                                                    |
| 035 | Ronan                    | 2013 | Philippe Leost                                                               | Statue de 3,30 m en granit bleu de Lanhélin. Sa fête fait l'objet d'un pèlerinage annuel, la troménie de Locronan. En hommage à ce pèlerinage, Ronan est représenté « paré » de sa cloche pour appeler à l'office les fidèles récalcitrants, et de son bâton de marche, le penn bazh, faisant office de gourdin. Ronan est le patron des tisserands. En 2016, son principal mécène Armor Lux le recouvre d'une marinière aux dimensions inédites : 123 km de fil, 2 m de haut, 1,74 m de large pour 2,2 kg. |                                                    |
| 036 | Tujen                    | 2013 | Inès Ferreira                                                                | Statue de 4,60 m en granit jaune aurore de Bignan (granit beige à grains fins et moyens de couleur jaune et gris-jaune) |                                                    |
| 037 | Armel                    | 2014 | Seenu Shanmugam                                                              | Statue de 4,30 m en granit gris-bleu de Louvigné-du-Désert. Le saint est figuré en diacre (il porte la chasuble), tenant de sa main droite un goupillon, tandis que de la gauche il tient en laisse un dragon avec son étole passée autour du cou du monstre. Ces attributs proviennent de la légende de la capture d'un dragon ailé qu'il aurait aspergé d'eau bénite, lié à son étole et précipité dans la rivière. |                                                    |
| 038 | Diboen                   | 2014 | Olivier Lévêque                                                              | Statue de 4,20 m en granit rose de La Clarté. Saint appelé par le peuple Sant tu pe du (« saint d'un côté ou de l'autre »), il est invoqué par les familles des malades à cause de son pouvoir de délivrer immanquablement des maux, par la guérison ou la mort. La partie claire du granit symbolise le monde des vivants, la partie sombre le monde des morts. Il a entre les mains une boule noire, symbole du destin du malade. |                                                    |
| 039 | Edern                    | 2014 | Inès Ferreira                                                                | Statue de 3,60 m en granit de Cléder. Poursuivi par un gentilhomme et ses chiens qui le chassait, un cerf serait venu se réfugier sous la robe monastique d'Edern, semblant lui demander asile pour échapper à la mort. Apprivoisé, le cerf ne le quitta plus, restant son compagnon jusqu'à la mort. L'attribut de ce moine est le cerf représenté à l’arrière, sous la forme d’un cerf-volant losangique avec sa queue tourbillonnante. Il s'agit probablement de l’héritage de la religion celte qui tenait la bête en grande vénération. |                                                    |
| 040 | Guen                     | 2014 | Patrice Le Guen et Xavier Tanguy                                             | Statue de 4 m en granit jaune aurore de Bignan (granit beige à grains fins et moyens de couleur jaune et gris-jaune). La dispersion de son culte à travers la Bretagne dénonce probablement l’existence de plusieurs saints locaux dénommés Guen. |                                                    |
| 041 | Gwennole                 | 2014 | Jacques Dumas                                                                | Statue de 4,70 m en granit bleu de Lanhélin. |                                                    |
| 042 | Jaoua                    | 2014 | Goulven Jaouen                                                               | Statue de 3,70 m en granit gris-bleu de Louvigné-du-Désert (granit d'aspect moucheté et de couleur gris-bleuâtre. Paragenèse : quartz gris, feldspath blanc et mica noir). Jaoua mourut à Brasparts, dont il était le recteur, mais, selon la légende, les deux bœufs qui tiraient son char funèbre amenèrent la dépouille du saint jusqu'à l'emplacement de la chapelle à Plouvien. Version délicate pour évoquer un vol probable des reliques, celles-ci attirant les pèlerins et donc les aumônes. |                                                    |
| 043 | Keo                      | 2014 | Jacques Dumas                                                                | Statue de 4,10 m en granit de Huelgoat. Saint Keo, originaire du pays de Galles, serait le fondateur de la première chapelle de Koat-Keo. La statue est orientée vers cet édifice. |                                                    |
| 044 | Maudez                   | 2014 | Kito                                                                         | Statue de 4,50 m et de 20 t en granit de Bignan. Saint le plus populaire de Bretagne après saint Yves (une soixantaine de chapelles portent son nom dans le Trégor, le Léon, le Penthièvre et en Cornouaille), il est représenté avec un escalier circulaire enroulé autour du corps jusqu'à se transformer en un livre. L'escalier de la connaissance et le livre sont les symboles du saint. |                                                    |
| 045 | Merec                    | 2014 | Kito                                                                         | Statue de 4,50 m et de 18 t en granit gris-bleu de Louvigné. Saint breton obscur, la légende veut qu’il soit l’un des septuplés, les 7 saints Mérec, ayant la particularité d’avoir été nourris par une biche (ou une chèvre selon les versions) après avoir été abandonnés par leur mère. Ils sont souvent confondus avec les Sept saints fondateurs de la Bretagne. Kito choisit de représenter le saint sous les traits du Petit Prince de Saint-Exupéry, en kabic et pantalon marin, tenant dans les bras un renard à la queue touffue, animal auquel se sont attachés ces deux personnages. |                                                    |
| 046 | Nolwenn                  | 2014 | Patrice Le Guen                                                              | Statue de 4 m en granit de Bignan. La légende dit que cette princesse des Cornouailles insulaire traverse la Manche sur une feuille pour aller fonder un ermitage près de Vannes. Un chef local lui fait des avances qu'elle refuse. Il la décapite mais la sainte aurait continué sa route portant la tête entre les mains. Des trois dernières gouttes de sang qu'elle aurait perdues avant de mourir seraient nées trois sources au lieu-dit les trois Fontaines à Noyal-Pontivy. Cette sainte céphalophore est invoquée pour la guérison des maux de tête dont les migraines. |                                                    |
| 047 | Tudec                    | 2014 | Xavier Tanguy                                                                | Statue de 3,60 m et 14 t en granit de Louvigné. Moine prieur de l'abbaye de Landévennec au VIe siècle, il est assassiné à l'autel dans l'église de Daoulas par le seigneur du Faou. Dieu se venge et le meurtrier se convertit par la puissance de saint Pol, évêque de Léon. En expiation, il fonde le monastère de Daoulas, en breton daou laz « les deux plaies » ou « les deux douleurs ». En réalité, il s'agit probablement de l'hagiographe Guillaume le Breton qui a procédé à une réfection étymologique de Daoulas composé du vieux-breton dou glaz « les deux ruisseaux, les deux rivières ». Tadec était considéré comme guérisseur des maux de tête et de la surdité, aussi le sculpteur l'a représenté apposant ses mains afin de guérir les malades. |                                                    |
| 048 | Tudy                     | 2014 | Goulven Jaouen                                                               | Statue de 3,40 m en granit jaune aurore de Bignan (granit beige à grains fins et moyens de couleur jaune et gris-jaune). Il est représenté avec son attribut traditionnel, la tiare pontificale à laquelle il n'a aucun droit, mais pas avec le dragon enchaîné. L'originalité est la figuration de la Bible, livre qui lui a servi de support dans l'évangélisation de la Cornouaille. |                                                    |
| 049 | Thuriau                  | 2014 | Philippe Leost                                                               | Statue de 3,80 m et 10 t en granit bleu de Lanhélin. Saint Turiau fut d'abord berger. Un prêtre fit son instruction, ce qui lui permit de devenir prêtre à son tour et d'être adopté par saint Samson, évêque de Dol, auquel il succéda. La statue, tel un gisant, le figure en berger couché dans les pâtures, son canotier sur un de ses pieds croisé, gardant les moutons en lisant la bible. |                                                    |
| 050 | Winoc                    | 2014 | Seenu Shanmugam                                                              | Statue de 4,30 m en granit bleu de Lanhélin. Selon sa vita, il serait parent de saint Judicaël, roi de Domnonée en Bretagne, où il serait né, dans le pays de Dol plus précisément. Selon la légende, dans le monastère de Sithiu, Winoc alors fort âgé est chargé de moudre le blé pour la communauté. Un ange l'aide à tourner la meule. Ainsi les meuniers en ont fait leur saint patron. |                                                    |
| 051 | Eodez                    | 2015 | Didier Hardellet                                                             | Statue de 4,20 m en granit bleu de Lanhélin. Haude, ou Eodez, sainte céphalophore victime des accusations de mauvaise conduite portées contre elle par une marâtre jalouse, elle est décapitée par son frère Tanguy. Lorsque ce dernier va confesser son crime à ses parents, Eodez revient au château familial, sa tête entre les mains. La marâtre est foudroyée par la tonnerre et mordue par un serpent tandis que la sainte reçoit les derniers sacrements. |                                                    |
| 052 | Ivy                      | 2015 | Seenu Shanmugam et Vivien Gamba (assistant)                                  | Statue de 3,80 m en granit de Huelgoat. Prêchant l'humilité, prônant le travail manuel, le moine Ivy s'habille de peaux de bêtes et se nourrit si sommairement qu'il est surnommé « Waterman », le buveur d'eau. Très populaire, fondateur d'une douzaine de monastères (dont peut-être la célèbre abbaye de Glastonbury), il est, avant tout, le grand saint patron du pays de Galles. Par son influence, il a donné un véritable style au monachisme breton. |                                                    |
| 053 | Azénor                   | 2015 | Patrice Le Guen, Philippe Leost et Cyril Pouliquen                           | Statue de 5,70 m en granit rose de La Clarté à Ploumanac'h (granit porphyroïde à gros grains de feldspath rose). La légende rapporte qu'un jour de chasse, son père Even, prince de Léon est attaqué par un serpent. Azenor, qui seule le suit de près, dégraffe son corsage et pressa son sein jusqu'à ce qu'il perle une goutte de lait dont sont friands les serpents. La sainte donna son lait au serpent qui avait mordu son père, puis dégaine son couteau de chasse et se tranche le sein qu'elle jette au loin, avec le serpent. Dieu ne permet pas qu'un si beau trait de dévouement filial se traduise par une hideuse infirmité, si bien qu'il pourvoit sur le champ la jeune fille d'un sein d'or. |                                                    |
| 054 | Tréphine                 | 2015 | Olivier Lévêque                                                              | Statue de 4 m en granit rose de La Clarté. Cette sainte céphalophore est tuée par son mari Conomor qui décapitait systématiquement ses femmes enceintes, à la suite d'une prophétie qui l'avait averti qu'il serait occis par son fils. |                                                    |
| 055 | Gonery                   | 2015 | David Puech                                                                  | Statue de 4,30 m en granit jaune aurore de Bignan (granit beige à grains fins et moyens de couleur jaune et gris-jaune), le socle étant en granit blanc de Huelgoat (socle). Saint dont les miracles provoquèrent un afflux de pèlerins, le contraignant à fuir pour trouver la solitude. |                                                    |
| 056 | Goustan                  | 2015 | Kito et Kévin Kito                                                           | Statue de 5,20 m et 18 t en granit gris-bleu de Louvigné. Saint Goustan, le patron des marins et des pêcheurs, abandonné sur Hoëdic, a survécu, selon la légende, grâce à un poisson miraculeux qui le nourrissait. La statue de Kito porte un immense poisson dans ses bras frêles et son socle est constitué d'algues, desquelles émergent son corps et celui de son poisson nourricier. |                                                    |
| 057 | Brendan                  | 2015 | Patrice Le Guen, Philippe Leost et Cyril Pouliquen                           | Statue de 4,70 m en granit gros clair de Cléder. Selon la légende, Brendan et ses compagnons partent à la recherche d'une île merveilleuse dans les régions polaires mais sont finalement conduits, dix siècles avant Christophe Colomb, sur le continent américain. Lors de ce voyage, ils font escale sur une île pour y célébrer la Pâques que des poissons attentifs suivent. Lorsqu'ils embarquent, ils découvrent que cet îlot est le dos d'une baleine. On a supposé que ce cétacé était un iceberg flottant à la dérive. |                                                    |
| 058 | Meven                    | 2015 | Seenu Shanmugam et Vivien Gamba (assistant)                                  | Statue de 4,10 m en granit rose de La Clarté à Ploumanac'h (granit porphyroïde à gros grains de feldspath rose). La légende dit que saint Méen, en tapant du bâton sur le sol, fit jaillir une source où coulait une eau délicieuse qui possédait aussi des pouvoirs de guérison. Saint Méen était connu pour avoir obtenu de Dieu la capacité de mettre en fuite les cerfs et les sangliers qui détruisaient les cultures. L'iconographie traditionnelle le dote des attributs suivants : bâton, avec lequel il fit jaillir la source, dragon ou serpent dont il délivra le pays. Cet abbé est invoqué contre la lèpre et la gale dont l'une des formes était appelée le mal de saint Méen. Il est ici représenté avec le Livre, attribut générique du Christ enseignant, des évangélistes, des apôtres, des docteurs de l'Église ou des saints diacres chargés de le porter. |                                                    |
| 059 | Conan                    | 2015 | Patrice Le Guen, Xavier Tanguy (assistant), Christophe Le Baquer (assistant) | Statue de 5,70 m en granit bleu de Lanhélin. Missionnaire irlandais, évangélisateur des Hébrides et de l'île de Manau au VIIe siècle, il n'hésite pas à prendre les armes non pour convertir par force, mais pour réduire tout ce qui peut gêner la libre prédication de la foi. |                                                    |
| 060 | Riok                     | 2015 | Philippe Leost                                                               | Statue de 3,60 m en granit gris de Louvigné. |                                                    |
| 061 | Tunvez                   | 2015 | Goulven Jaouen                                                               | Statue de 3,70 m et 13 t en granit gris-bleu de Louvigné-du-Désert (granit d'aspect moucheté et de couleur gris-bleuâtre. Paragenèse : quartz gris, feldspath blanc et mica noir). Sainte Thumette (Tunvez en breton) est orientée plein sud-ouest vers Kérity dont elle est la protectrice. Les cheveux au vent, la robe ornée des motifs traditionnels du costume bigouden (cercles et plumes de paon), elle tient un bateau dans sa main gauche, symbole de sa protection sur les marins, et un galet qui rappelle celui qu'elle lança jusqu'au site de l'église de Kérity. Son socle portae l'inscription « Diwall a ran Keriti » (je protège Kerity). |                                                    |
| 062 | Caradec                  | 2015 | Jacques Dumas                                                                | Statue de 6 m et 7 t en granit de Lanhélin. La statue est financée par une famille d'Hennebont où saint Caradec a un quartier éponyme. |                                                    |
| 063 | Enora                    | 2015 | Inès Ferreira                                                                | Statue de 3,30 m en granit gris clair de Cléder. Patronne des nourrices à qui elle octroie une bonne lactation. Les dates d'accouchement étaient traditionnellement associées au cycle lunaire, d'où le représentation de la sainte avec une tête qui prend la forme lunaire et le cycle de la lune gravé dessus. |                                                    |
| 064 | Nikodem                  | 2016 | Xavier Tanguy                                                                | Statue de 4,80 m en granit de Huelgoat. Saint breton assimilé au Nicodème qui aida Joseph d'Arimathie lors de la descente de croix et la mise au tombeau de Jésus, il est selon, les localités bretonnes, le protecteur des chevaux, des bêtes à cornes ou des porcs. Xavier Tanguy a choisi de lui donner comme attribut une tête de cochon qu'il tient dans les mains. La statue est tournée vers l'entreprise Vitalac, son grand mécène. |                                                    |
| 065 | Pereg                    | 2016 | Bruno Guyader et Patrice le Guen                                             | Statue de 4,60 m en granit de Huelgoat. La légende rapporte qu'à l'âge de trente ans, ce moine gallois est allé au pèlerinage à Rome en passant par la Bretagne, où il est honoré sous le nom de « Perreux », « Pezrec » ou « Pérec ». |                                                    |
| 066 | Briac                    | 2016 | Seenu Shanmugan                                                              | Statue de 4,20 m en granit rose de La Clarté. Moine Irlandais venu en Bretagne en compagnie du gallois saint Tugdual et de soixante-dix autres religieux pour évangéliser la Bretagne nord. Il y fonde un monastère. |                                                    |
| 067 | Elouan                   | 2016 | Vivien Gamba                                                                 | Statue de 3,75 m en granit blanc de Huelgoat. Privilégiant le style figuratif, l'artiste s'inspire des statues du porche Nord de l'église Saint-Pierre, de Mûr-de-Bretagne, pour sculpter un vêtement d'allure sobre, aux manches déployées, avec des plis mis en valeur pare des reliefs adoucis. Elouan étant un saint sans légende particulière et sans attribut, Gamba le pare de signes qui indiquent à la fois l'ermite défricheur de terre (houe, épis) et l'apôtre de la foi du Christ (chasuble, barbe de saint). |                                                    |
| 068 | Melar                    | 2016 | Goulven Jaouen                                                               | Statue de 4 m en granit gris-bleu de Louvigné-du-Désert. Ce jeune prince est représenté avec comme attribut ses prothèses. Selon la légende, son oncle Rivod l'amputa de la main droite et le pied gauche pour le rendre inapte à tenir l'épée et à monter à cheval et, de ce fait, à régner, cette mutilation faisant de Rivod le roi légitime du royaume. Après sa cicatrisation, un miracle lui donna une main d'argent et un pied d'airain, lesquels se seraient mus comme s'ils étaient des membres à part entière, ce qui lui valut une certaine habileté. |                                                    |
| 069 | Maël                     | 2016 | Jacques Dumas                                                                | Statue de 3,80 m en granit gris-bleu de Louvigné-du-Désert. Obscur saint breton. |                                                    |
| 070 | Laouenan                 | 2016 | Ollivier Lévêque                                                             | Statue de 4,10 m en granit gris-bleu de Louvigné-du-Désert. Le nom Laouen-an provient de la racine celte Laouen = joie, liesse, bonheur, d'où la figuration d'un visage heureux, parsemé de joyeuses silhouettes humaines. |                                                    |
| 071 | Ke                       | 2016 | Seenu Shanmugan et Patrice Le Guen                                           | Statue de 3 m en granit de Cléder. Saint représenté en ermite, pieds nus. Il est le protecteur des cerfs. |                                                    |
| 072 | Colomban                 | 2016 | Didier Hardellet et Cécile Maurage                                           | La statue de 3,90 m en granit jaune de Languédias porte son regard vers Luxeuil-les-bains, lieu principal de son séjour sur le continent. Didier convaincu que Colomban était, sans doute un homme sévère, mais foncièrement bon., va s’attacher à traduire cela dans le visage de la statue. C'est une statue « très parlante » car le sculpteur Didier et son assistante Cécile ont gravé sur le manteau du Saint, une belle fresque qui, à la manière des vitraux, nous raconte la vie de saint Colomban. |                                                    |
| 073 | Clervie                  | 2016 | Bilal Hassan, Emilie Yven et Didier Hardellet                                | Statue de 3,4 m en granit de Lanhélin. Telle une proue luttant contre les forts vents de kornog (ouest en breton), sainte Clervie (Klervi en breton) est représentée avec une oie aveugle se cachant dans ses jupes. Alors qu'elle joue Clervie est énuclée par ce volatile furieux. Averti par une apparition angélique que l'oie venait de gober l'œil de sa sœur Clervie, Guénolé ouvre le ventre de l'oie et rend l’œil à sa sœur, qui retrouve la vue. Le sculpteur représente l'oie coupable sans yeux tandis que la sainte pointe son regard vers l'horizon, cherchant des yeux son frère. |                                                    |
| 074 | Moë                      | 2016 | Kito et Kevin Antoine                                                        | Statue de 4,60 m en granit gris-bleu de Louvigné-du-Désert. Obscur saint breton, Moë est traditionnellement considéré comme un pêcheur, d'où sa représentation en marin (bonnet, marinière, mains se métamorphosant en poissons), avec le corps du saint qui se dégage d'un socle composé d'un entrelacement des résultats de sa pêche du jour. |                                                    |
| 075 | Ernog                    | 2016 | Cyril Pouliquen                                                              | Statue de 4,20 m en granit gris-bleu de Louvigné-du-Désert. La légende rapporte qu'il traverse la Manche assis dans une auge de pierre et fendant les flots sous l'impulsion de deux anges vigoureux. |                                                    |
| 076 | Vougay                   | 2016 | Seenu Shanmugam                                                              | Statue de 4,30 m en granit de Huelgoat. |                                                    |
| 077 | Avé                      | 2016 | Philippe Drévillon                                                           | Statue de 3,50 m en granit rose de La Clarté. |                                                    |
| 078 | Riwanon                  | 2016 | Christophe Le Baquer et Marie Le Scanve (assistante)                         | Statue de 4,10 m en granit rose de La Clarté à Ploumanac'h (granit porphyroïde à gros grains de feldspath rose). Mère de saint Hervé, elle est représentée le dos aux vents violents qui lui donnent une chevelure indomptée et lui fouettent sa robe, figuration typique de la poétesse. | Plaque d'identification Saint-Riwanon              |
| 079 | Léry                     | 2016 | Goulven Jaouen                                                               | Statue de 5,10 m en granit de Lanhélin. | Plaque d'identification Saint-Leri                 |
| 080 | Ninnoc                   | 2016 | Bruno Guyader                                                                | Statue de 4,52 m en granit jaune de Huelgoat. | Plaque d'identification Sainte-Ninnog              |
| 081 | They                     | 2017 | Goulven Jaouen                                                               | Statue de 4,10 m en granit de Louvigné-du-Désert. | Plaque d'identification Saint-Tei                  |
| 082 | Ténénan                  | 2017 | Vivien Gamba                                                                 | Statue de 4 m en granit de Huelgoat. | Plaque d'identification Saint-Tenenan              |
| 083 | Uzeg                     | 2017 | Xavier Tanguy                                                                | Statue de 4 m en granit de Lanhélin. Le prince Uzeg (ou Judoc, ou Josse) est représenté en patron des pèlerins, refusant le trône du royaume de Domnonée avant de partir en pèlerinage à Rome. La légende lui attribue une influence positive sur la qualité et la quantité du lait produit par les vaches et les truies. Une autre légende relate sa charité. Alors qu'il ne lui reste qu'une miche à partager avec son disciple, un mendiant arrive dans son ermitage, et le saint lui cède tout le pain dont il dispose. Mais ce mendiant est le Christ qui lui donne en échange quatre grandes barques remplies de vivres. | Plaque d'identification Saint-Uzeg                 |
| 084 | Maëoc                    | 2017 | Seenu Shanmugam                                                              | Statue de 4 m en granit de Huelgoat. | Plaque d'identification Saint-Maeog                |
| 085 | Bodmaël                  | 2017 | Kito et Jean-Philippe Drevillon (assistant)                                  | Statue de 4,30 m en granit de Louvigné-du-Désert. La statue tient dans sa main une flamme en feuille d'or, avec un socle rouge. | Plaque d'identification Saint-Bodvael              |
| 086 | Ieck                     | 2017 | Patrice Le Guen                                                              | Statue de 3,70 m en granit de Plouescat. | Plaque d'identification Saint-Leg                  |
| 087 | Donatien et Rogatien     | 2017 | Cyril Pouliquen                                                              | Statues en granit de Cléder, de 3 m pour Donatien et de 2 m pour Rogatien. | Plaque d'identification Saint-Donasian ha Rogasian |
| 088 | Éliboubane               | 2017 | David Puech                                                                  | Statue de 4,20 m en granit de Louvigné-du-Désert. | Plaque d'identification Sainte-Elibouban           |
| 089 | Aloué                    | 2017 | Olivier Lévêque                                                              | Statue de 5 m en granit bleu de Lanhélin. | Plaque d'identification Saint-Aloue                |
| 090 | Fiacre                   | 2017 | Bruno Guyader                                                                | Statue de 4,80 m en granit de Louvigné-du-Désert. | Plaque d'identification Saint-Fiakr                |
| 091 | Alar                     | 2017 | Patrice Le Guen                                                              | Statue de 3 m en granit de Plouescat. |                                                    |
| 092 | Énogat                   | 2017 | Seenu Shanmugam                                                              | Statue de 5 m en granit nuit celtique de Huelgoat. |                                                    |
| 093 | Tanguy                   | 2017 | Christophe Le Baquer                                                         | Statue de 4,30 m en granit de Huelgoat. |                                                    |
| 094 | Hélène                   | 2018 | Patrice Le Guen                                                              | Statue de 3 m en granit de Louvigné-du-Désert ; croix en granit de Plouescat.. |                                                    |
| 095 | Gweganton                | 2018 | Seenu Shanmugam                                                              | Statue de 4,30 m en granit de Huelgoat. |                                                    |
| 096 | Goulven                  | 2018 | Goulven Jaouen                                                               | Statue de 4,60 m en granit bleu de Huelgoat. |                                                    |
| 097 | Yuna                     | 2018 | Inès Ferreira                                                                | Statue de 4,70 m en granit roux de Mégrit. |                                                    |
| 098 | Gall                     | 2018 | Bruno Guyader                                                                | Statue de 4,20 m en granit de Lanhélin. |                                                    |
| 099 | Le pas fondateur         | 2015 | Patrice Le Guen                                                              | Sculpture de 10 t en granit rose de La Clarté à Ploumanac'h (granit porphyroïde à gros grains de feldspath rose), elle est commandée par l'Unicem, réunissant les carrières de Bretagne, à l'occasion de son 70e anniversaire. |                                                    |
| 100 | Piran                    | 2018 | Stéphane Rouget et David Patton                                              | Statue de 5,75 m en granit de Cornouailles anglaise « Carnsew », granit irlandais de la carrière Granaberg pour la roue, granit de Louvigné-du-Désert pour le socle. |                                                    |
| 101 | Denoual                  | 2018 | Seenu Shanmugan                                                              | Statue de 6 m en grès d'Erquy. |                                                    |
| 102 | Touina                   | 2018 | Kito                                                                         | Statue de 4,60 m en granit de Louvigné-du-Désert, en granit de Lanhélin pour le visage, en granit de Perros-Guirec pour l'œuf. |                                                    |
| 103 | Mahouarn                 | 2018 | Goulven Jaouen                                                               | Statue de 4,40 m en granit de Louvigné-du-Désert, en granit de Huelgoat pour le socle. |                                                    |
| 104 | Marzin                   | 2018 | Olivier Lévêque                                                              | Statue de 3,90 m en granit de Louvigné-du-Désert. |                                                    |
| 105 | Katell                   | 2018 | Jean-Philippe Drévillon                                                      | Statue en granit de Louvigné-du-Désert. |                                                    |
| 106 | Bieuzy                   | 2018 | Bruno Guyader                                                                | Statue de 5 m en granit de Louvigné-du-Désert. |                                                    |
| 107 | Gwénaël                  | 2018 | Cyril Pouliquen                                                              | Statue de 3 m en granit de Cléder. |                                                    |
| 108 | Judual                   | 2018 | Patrice Le Guen                                                              | Statue de 4 m en granit de Louvigné-du-Désert. |                                                    |
| 109 | Gwilherm                 | 2018 | Vivien Gamba                                                                 | Statue de 2,76 m en granit de Cléder. |                                                    |
| 110 | Darerca                  | 2018 | Cyril Pouliquen                                                              | Statue de 4 m en granit rose de Perros-Guirec. |                                                    |
| 111 | Onenne                   | 2018 | Seenu Shanmugam                                                              | Statue de 4,50 m en granit rose de Perros-Guirec. |                                                    |
| 112 | Énéour                   | 2018 | Olivier Lévêque                                                              | Statue de 4,50 m en granit rose de La Clarté. |                                                    |
| 113 | Paban                    | 2018 | Christophe Le Baquer                                                         | Statue de 4,60 m en granit rose de Perros-Guirec. |                                                    |
| 114 | Urfol                    | 2019 | Seenu Shanmugam                                                              | Statue de 4,40 m en granit de Louvigné-du-Désert. |                                                    |
| 115 | Visant                   | 2019 | Cyril Pouliquen                                                              | Statue de 3,50 m en granit de Lanhélin. |                                                    |
| 116 | Congal                   | 2019 | Gouven Jaouen                                                                | Statue de 4,40 m en granit de Louvigné-du-Désert. |                                                    |
| 117 | Sève                     | 2019 | Bruno Guyader                                                                | Statue de 3,80 m en granit rose de La Clarté. |                                                    |
| 118 | Dogmaël                  | 2019 | Jean-Philippe Drévillon                                                      | Statue de 4,30 m en granit rose de La Clarté. |                                                    |
| 119 | Pêr                      | 2019 | Vivien Gamba                                                                 | Statue de 3,80 m en granit de Lanhélin, en granit beige de Languédias. |                                                    |
| 120 | Ewen                     | 2019 | Christophe Le Baquer                                                         | Statue de 5,20 m en granit nuit celtique de huelgoat. |                                                    |
| 121 | Aaron                    | 2019 | Olivier Lévêque                                                              | Statue de 4,70 m en granit de Louvigné-du-Désert. |                                                    |
| 122 | Bleuenn                  | 2019 | Kito                                                                         | Statue de 4,70 m en granit de Louvigné-du-Désert. |                                                    |
| 123 | Pétronille               | 2019 | Goulven Jaouen                                                               | Statue de 5,40 m en granit de Louvigné-du-Désert. |                                                    |
| 124 | Idunet                   | 2019 | Olivier Lévêque                                                              | Statue de 4,30 m en granit rose de La Clarté. |                                                    |
| 125 | Roch                     | 2019 | Bruno Guyader                                                                | Statue de 5,50 m en granit de Lanhélin |                                                    |
| 126 | Piron                    | 2019 | Vincent Lemaçon                                                              | Statue de 5,45 m en granit de Louvigné-du-Désert. |                                                    |
| 127 | Divy                     | 2019 | Paul B. Kincaid                                                              | Statue de 3,50 m en granit de Cornouailles anglaise, en granit bleu des collines de Preseli (pays de Galles) pour le socle. |                                                    |
| 128 | Coulm                    | 2019 | Jean-Philippe Drévillon                                                      | Statue de 4,30 m en granit de Huelgoat. |                                                    |
| 129 | Éliant                   | 2019 | Vivien Gamba                                                                 | Statue de 3,60 m en granit de Louvigné-du-Désert. |                                                    |
| 130 | Conwoïon                 | 2019 | Seenu Shanmugam                                                              | Statue de 5,50 m en granit de rose de La Clarté. |                                                    |
| 131 | Envel                    | 2019 | Inès Ferreira                                                                | Statue de 3,40 m en granit de Cléder. |                                                    |
| 132 | Jacut                    | 2019 | Kito                                                                         | Statue de 4,50 m en granit de Lanhélin. |                                                    |
| 133 | Pergat                   | 2019 | Cyril Pouliquen                                                              | Statue de 4,30 m en granit de Huelgoat. |                                                    |
| 134 | Therezien                | 2020 | Jean-Philippe Drévillon                                                      | |                                                    |
| 135 | Sauveur                  | 2020 | Adolfo Manzano Goulven Jaouen                                                | |                                                    |
| 136 | Maurice                  | 2020 | Patrice Le Guen                                                              | |                                                    |
| 137 | Judicaël                 | 2020 | Xavier Tanguy                                                                | Granit de Huelgoat. |                                                    |
| 138 | Servan                   | 2020 | Raphaël Marien                                                               | |                                                    |
| 139 | Thégonnec                | 2020 | Olivier Lévêque                                                              | |                                                    |
| 140 | Pever                    | 2020 | Seenu Shanmugam                                                              | |                                                    |
| 141 | Merin                    | 2021 | Jean-Philippe Drévillon                                                      | |                                                    |
| 142 | Ninien                   | 2021 | Patrice Le Guen                                                              | |                                                    |
| 143 | Sezni                    | 2021 | Vincent Lemaçon                                                              | |                                                    |
| 144 | Houardon                 | 2021 | Bruno Guyader                                                                | |                                                    |
| 145 | Jeanne Jugan             | 2021 |                                                                              | |                                                    |
| 146 | Hermoed                  | 2021 | Seenu Shanmugam                                                              | |                                                    |
| 147 | Sinforian                | 2021 | Olivier Lévêque                                                              | |                                                    |
| 148 | Marie                    | 2021 |                                                                              | |                                                    |
| 149 | Lukaz                    | 2021 | Stéphane Goupil, Juliette Le Roux                                            | |                                                    |
| 150 | Yoran                    | 2021 | Goulven Jaouen                                                               | |                                                    |
| 151 | Jean-Marie de La Mennais | 2021 | Xavier Tanguy                                                                | |                                                    |
| 152 | Ener                     | 2021 | Jean-Philippe Drévillon                                                      | |                                                    |
| 153 | Aoperzh                  | 2021 | Seenu Shanmugam Goulven Jaouen                                               | |                                                    |
| 154 | Erell                    | 2021 | Goulven Jaouen                                                               | |                                                    |
| 155 | Alan                     | 2021 | Vivien Gamba                                                                 | |                                                    |
| 156 | Awen                     | 2022 |                                                                              | |                                                    |
| 157 | Melan                    | 2022 |                                                                              | |                                                    |
| 158 | Avertin                  | 2022 | Seenu Shanmugan                                                              | |                                                    |
| 159 | Jili                     | 2022 |                                                                              | |                                                    |
| 160 | Kerien                   | 2022 | Jean-Philippe Drévillon                                                      | |                                                    |
| 161 | Nonn                     | 2022 | Goulven Jaouen                                                               | |                                                    |

### Filmographie
- La vallée des géants, téléfilm documentaire réalisé en 2020 par Pierre Barnérias.